# Josef Kürbel
Josef Kürbel (* 25. März 1905 in Grulich, Bezirk Landskron, Österreich-Ungarn; † 1959) war ein tschechoslowakischer Politiker (Sudetendeutsche Partei) deutscher Nationalität. Er war von August bis Oktober 1938 Abgeordneter des Tschechoslowakischen Abgeordnetenhauses.

## Leben und Werk
Josef Kürbel war als Tischler in Winterberg tätig und trat der 1935 umbenannten Sudetendeutschen Partei bei, für die er im gleichen Jahr als Abgeordneter für die Nationalversammlung der Tschechoslowakei kandidierte. Im August 1938 zog er als Nachfolger von Ludwig Wagner in das Abgeordnetenhaus in Prag ein. Nach der deutschen Besetzung des Sudetenlandes infolge des Münchner Abkommens erlosch sein Mandat auf Beschluss des Ständigen Ausschusses des Parlaments am 30. Oktober 1938. Er starb 1959.